# Trachurus japonicus
 Trachurus japonicus és una espècie de peix de la família dels caràngids i de l'ordre dels perciformes.

## Morfologia
Els mascles poden assolir els 50 cm de longitud total.

## Distribució geogràfica
Es troba des del sud del Japó i Corea fins al mar de la Xina Oriental.